# Sauris oetakwana
Sauris oetakwana är en fjärilsart som beskrevs av Louis Beethoven Prout 1958. Sauris oetakwana ingår i släktet Sauris och familjen mätare. Inga underarter finns listade.